# Тёщин узел
Тёщин у́зел (англ. Whatnot) — связывающий временный узел, который используют фокусники для связывания верёвок в развлекательных целях. Ненадёжен. Похож на бабий узел, однако ходовые концы выходят не с одной стороны, а по диагонали. Таким образом, тёщин узел сочетает в себе как недостатки бабьего, так и воровского узлов.
Тёщин узел развязывается сам под небольшой нагрузкой, поэтому его часто применяют в различных фокусах. Узел считают самым ненадёжным из всех существующих узлов и приводят в литературе в качестве примера того, как не надо завязывать узлы. Однако, связывающий тёщин узел возможно легко превратить во вполне надёжный соединяющий концы двух верёвок травяной узел. Для этого надо всего лишь в натянутом тёщином узле переплести ходовые концы верёвок в противоположную сторону.

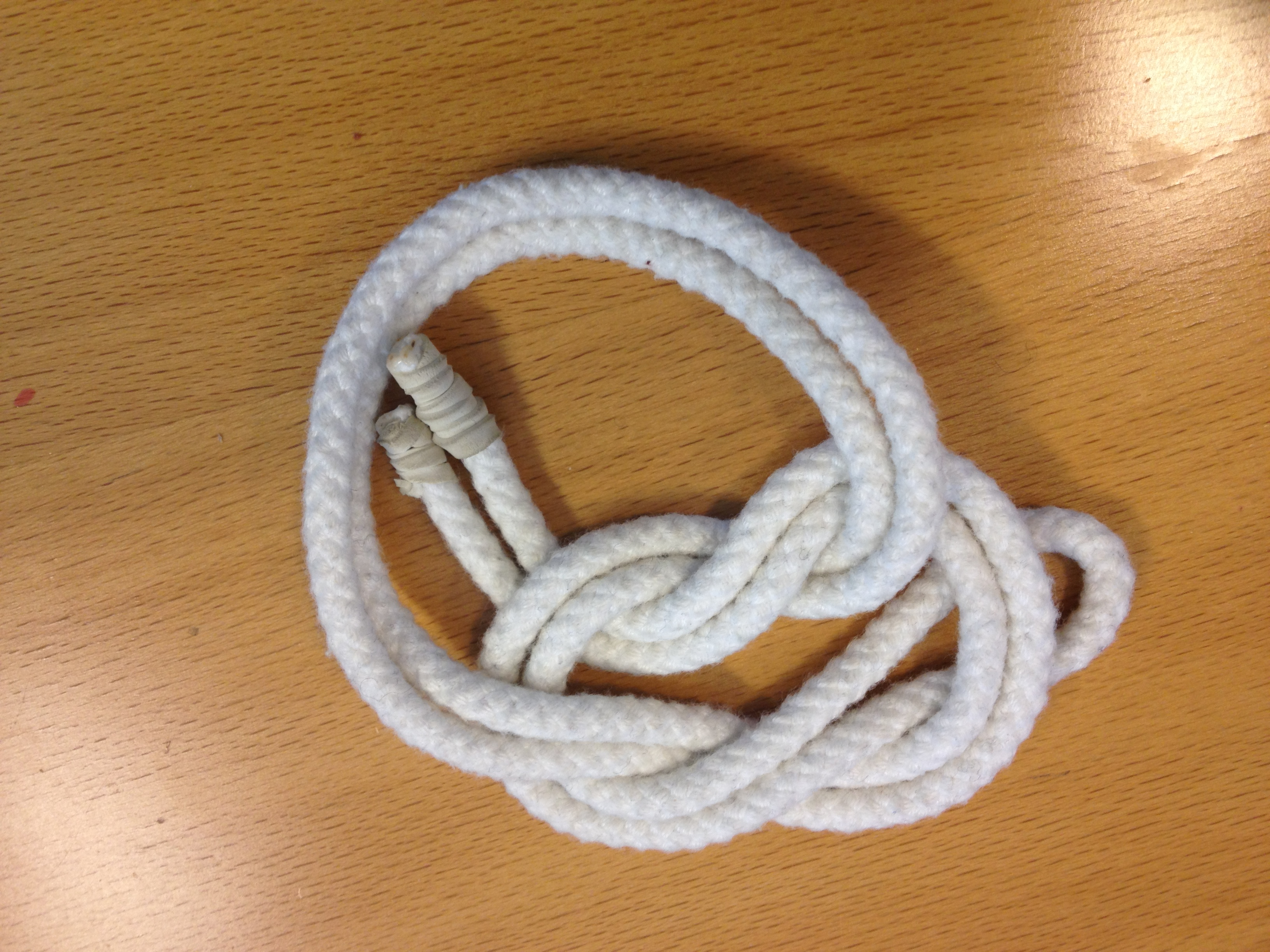
связывающий тёщин узел, завязанный сдвоенной верёвкой

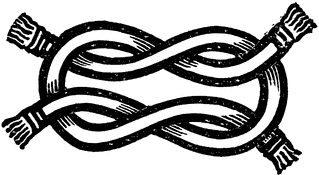
геральдический узел

## Связывающие узлы
- прямой
- воровской
- бабий
- тёщин